# Heinrich Brüning

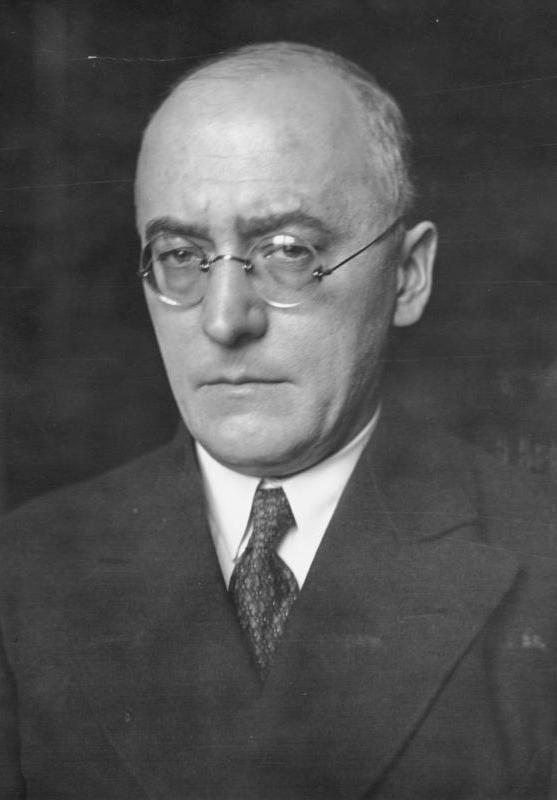
Heinrich Brüning, um 1930

Heinrich Aloysius Maria Elisabeth Brüning (* 26. November 1885 in Münster; † 30. März 1970 in Norwich, Vermont, USA) war ein deutscher Politiker der Zentrumspartei und vom 30. März 1930 bis zum 30. Mai 1932 Reichskanzler.

## Leben

### Jugend, Studium und Kriegserlebnis
Brüning wurde als jüngstes von sechs Kindern des Essigfabrikanten und Weinhändlers Friedrich Wilhelm Brüning (1827–1887) und dessen Frau Bernardine geb. Beringhoff (1846–1924) geboren. Er war von Haus aus katholisch-konservativ geprägt. Der Vater starb, als Brüning ein Jahr alt war. Großen Einfluss auf seine spätere Erziehung hatte sein älterer Bruder Hermann Joseph. Aufgrund seiner Kurzsichtigkeit musste er schon als Kind eine Brille tragen.
Brüning besuchte das Gymnasium Paulinum in Münster, das er im März 1904 mit dem Abitur abschloss. Er studierte zunächst Jura an der Ludwig-Maximilians-Universität München. Am 8. Mai 1904 trat er der CV-Verbindung KDStV Langobardia bei. 1906 wechselte er dann aber nach Straßburg, wo er Philosophie, Geschichtswissenschaften, Germanistik und Staatswissenschaften belegte. Dort wurde er Mitglied der KDStV Badenia im CV. 1911 legte er die Staatsprüfung für das höhere Lehramt ab, das er jedoch nicht antrat. Stattdessen wandte er sich dem Studium der Nationalökonomie zu. Hierzu schrieb er sich im Mai 1911 an der Universität Rostock ein. Anschließend ging er nach England, um an der London School of Economics and Political Science Nationalökonomie zu studieren. 1913 wechselte er an die Rheinische Friedrich-Wilhelms-Universität Bonn, wo er 1915 sein ungewöhnlich langes Studium abschloss. Er promovierte mit einer Dissertation über Die finanzielle, wirtschaftliche und gesetzliche Lage der englischen Eisenbahn unter Berücksichtigung der Frage ihrer Verstaatlichung. Das gesamte Material zu seiner Arbeit hatte er vor Ort in England gesammelt. Als er sich im Ersten Weltkrieg 1915 freiwillig zur Infanterie meldete, gab er als Berufsziel eine Universitätslaufbahn an.
Brüning, dessen schwache körperliche Konstitution und Kurzsichtigkeit bei der Musterung Anlass zu Bedenken gegeben hatten, stieg zum Leutnant der Reserve im Infanterieregiment Graf Werder Nr. 30 auf. Wegen seiner Tapferkeit wurde er mit dem Eisernen Kreuz II. und I. Klasse ausgezeichnet. Nach der zweiten Verwundung meldete sich Brüning zur 1917 neu aufgestellten MG Scharfschützen Abt. 12. Er avancierte schließlich zum Kompanieführer und erwarb sich die Anerkennung der ihm unterstellten Soldaten. Dies zeigte sich darin, dass Brüning nach dem Waffenstillstand in einen Soldatenrat gewählt wurde. Diese Räte nach sowjetrussischem Vorbild sollten die Interessen der einfachen Soldaten gegenüber ihren Vorgesetzten vertreten. Trotz seines Engagements im Soldatenrat war Brüning aber ein Gegner der Novemberrevolution, was er auch als Reichskanzler bekundete.

### Politische Karriere

#### Aufstieg
Brüning hat über sein persönliches Leben nie viel gesprochen. Dennoch vermutet Hans Luther, der eng mit ihm zusammenarbeitete, als er selbst die Position des Reichsbankpräsidenten bekleidete, die Fronterlebnisse hätten ihn seine beruflichen Ziele ändern lassen. Anstatt der akademischen Karriere strebte er nun nach Kriegsende eine politische an. 1919 wurde er Mitarbeiter des katholischen Sozialpolitikers Carl Sonnenschein und half entlassenen Soldaten in Studium und Beruf. Ein halbes Jahr später machte ihn der preußische Wohlfahrtsminister Adam Stegerwald zu seinem Referenten. Stegerwald leitete auch den Deutschen Gewerkschaftsbund (DGB), dessen Geschäftsführer Brüning 1920 bis 1930 war. Seit 1924 war er Mitglied des Reichstags und stieg rasch zum finanzpolitischen Sprecher der Zentrums-Fraktion auf. 1925 erreichte er mit der sog. lex Brüning, dass die Lohnsteuer auf 1,2 Milliarden Reichsmark begrenzt wurde. Seine Fachkenntnisse verschafften ihm Ansehen, obwohl seine persönliche Zurückhaltung und Schweigsamkeit den Umgang mit dem asketisch wirkenden Junggesellen erschwerten. Von der Landtagswahl im Mai 1928 bis zu seiner Mandatsniederlegung am 12. Juli 1929 war er auch Mitglied des Preußischen Landtages.
1929 wurde er Fraktionsvorsitzender der Zentrumspartei im Reichstag und setzte das sogenannte „Junktim“ durch: Seine Partei würde nur dann dem Young-Plan zustimmen, wenn zugleich durch Steuererhöhungen und Sparmaßnahmen der Haushalt ausgeglichen würde. Durch diese konsequent vertretene Politik wurde auch der Reichspräsident auf ihn aufmerksam. Entgegen dessen Plänen arbeitete Brüning aber in der Großen Koalition (Kabinett Müller II) auf einen Kompromiss zwischen SPD und Deutscher Volkspartei (DVP) hin. Da die Sozialdemokraten aber wussten, dass der Reichspräsident sie aus der Regierung drängen wollte und dass nach ihrer Einwilligung in Brünings letzten Kompromissvorschlag DVP und Industrie nur weitere Zugeständnisse von ihnen verlangen würden, lehnten sie ab. Daran zerbrach die Große Koalition. Am 27. März 1930 trat das Kabinett Müller zurück.

#### Berufung zum Reichskanzler

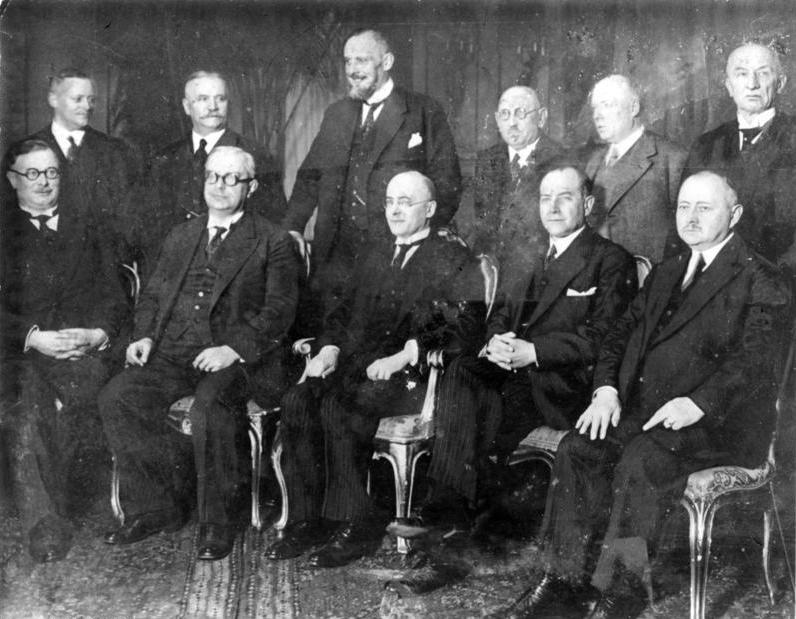
Das Kabinett Brüning I am 31. März 1930: v. l. n. r. sitzend Innenminister Joseph Wirth (Zentrum), Wirtschaftsminister Hermann Dietrich (DDP), Reichskanzler Brüning, Außenminister Julius Curtius (DVP), Postminister Georg Schätzel (BVP), stehend Minister für die besetzten Gebiete Gottfried Reinhold Treviranus (Konservative Volkspartei), Ernährungsminister Martin Schiele (DNVP), Justizminister Johann Viktor Bredt (Wirtschaftspartei), Arbeitsminister Adam Stegerwald (Zentrum), Finanzminister Paul Moldenhauer (DVP), Verkehrsminister Theodor von Guérard (Zentrum). Reichswehrminister Wilhelm Groener fehlt auf dem Bild.

Schon zuvor hatten die Reichswehrführung mit Kurt von Schleicher und Paul von Hindenburg einen konservativen Nachfolger für den sozialdemokratischen Reichskanzler Hermann Müller gesucht. Ihre Wahl fiel schnell auf Brüning. Seine Berufung „kam für politische Beobachter nicht unerwartet. Seit Ostern 1929, verstärkt aber seit der Jahreswende 1929/30 war Brüning der Kanzlerkandidat des Reichswehrministeriums und konservativer Politiker für eine bürgerliche Regierung. […] Nicht nur die Zusammensetzung des Brüning-Kabinetts, sondern auch der Auftrag Hindenburgs an den designierten Reichskanzler, die Regierung nicht ‚auf der Basis koalitionsmäßiger Bindungen aufzubauen‘ zeigten deutlich, dass die politischen Gewichte nach rechts verlagert werden sollten.“
Am Tag nach Müllers Rücktritt wurde Heinrich Brüning durch den Reichspräsidenten Hindenburg mit der Bildung eines neuen Kabinetts beauftragt. Zwei Tage später trat er sein Amt als zwölfter Reichskanzler der Weimarer Republik an. Die Kabinettsbildung gelang in Rekordzeit: Schon am 1. April konnte Brüning seine Regierung, das Kabinett Brüning I, im Reichstag vorstellen, die neben Politikern des Zentrums, der DDP, der DVP und der Wirtschaftspartei mit Martin Schiele auch einen Vertreter der verfassungsfeindlichen DNVP umfasste, der die Partei im Zuge der zweiten Sezessionswelle aber im Juli 1930 verließ. Hindenburg hoffte, nun endlich das „antiparlamentarische“ und „antimarxistische“ Kabinett zu haben, an dem er in den Hintergrundgesprächen der Monate zuvor gemeinsam mit Kuno Graf Westarp, Gottfried Treviranus und Kurt von Schleicher gearbeitet hatte. Gleich in seiner Regierungserklärung machte Brüning dem Parlament deutlich, dass er willens sei, notfalls auch gegen das Parlament zu arbeiten: Die Ära der nicht parlamentarischen, aber verfassungskonformen „Präsidialkabinette“ begann.
Die erste Aufgabe des neuen Kabinetts war der Ausgleich des defizitären Haushalts. Zwar waren die Auswirkungen der Weltwirtschaftskrise in Deutschland noch nicht auf ihren Höhepunkt gelangt, doch der Young-Plan verlangte neben weiteren hohen Reparationsforderungen die Stabilität der deutschen Währung. Die Reichsmark durfte daher weder abgewertet noch die Wirtschaft mit Konjunkturprogrammen angekurbelt werden.
Das erste Sanierungsprogramm Brünings, der vom 20. bis 26. Juni 1930 kommissarisch auch das Reichsministerium der Finanzen leitete, wurde vom Reichstag abgelehnt: Anders als Hindenburg es gehofft hatte, war es Brüning nicht gelungen, eine ausreichend große Zahl von DNVP-Abgeordneten dem radikalen Parteivorsitzenden Alfred Hugenberg abspenstig zu machen und ins Regierungslager zu ziehen. Wie der Kanzler angedroht hatte, setzte er die Deckungsvorlagen nun mit einer Notverordnung gemäß Artikel 48 der Verfassung durch, doch eine parlamentarische Mehrheit aus SPD, KPD, dem radikalen Flügel der DNVP um Hugenberg, und der NSDAP hob die Notverordnung am 18. Juli wieder auf. Daraufhin verlas Brüning die gemäß Artikel 25 erfolgende Auflösungsorder des Reichspräsidenten. Gegen die Aufhebung der Notverordnung hatten – um eine Auflösung des Reichstags und die daraus resultierenden Neuwahlen zu diesem höchst ungünstigen Zeitpunkt zu vermeiden – das Zentrum, die liberalen Parteien und der gemäßigte Flügel der DNVP um den Grafen Westarp gestimmt, der die Partei im Juli verließ. Die Reichstagswahl wurde für den 14. September 1930 anberaumt.
Brüning versuchte im Wahlkampf die große „Partei“ der Nichtwähler und Erstwähler zu aktivieren und setzte auf eine Stärkung der nun in verschiedenen Kleinparteien organisierten gouvernemental-konservativen Dissidenten aus der DNVP, die mit Schiele und Treviranus in seiner Regierung vertreten waren. Es wählten auch tatsächlich fünf Millionen bisherige Nichtwähler. Die NSDAP und in geringerem Maße auch die KPD verzeichneten einen deutlichen Stimmenzuwachs. Die Nationalsozialisten steigerten die Anzahl ihrer Sitze von 12 auf 107 und wurden damit zweitstärkste Fraktion. Zwar verlor auch die DNVP die Hälfte ihrer Wähler, jedoch gingen diese nur in geringem Umfang zu den aus den Spaltungen hervorgegangenen kleinen Parteien. Die deutschen Werte an den ausländischen Börsen sanken als Reaktion auf den Wahlausgang deutlich, ausländische Kredite wurden zurückgezogen. Die Weltwirtschaftskrise, die seit dem Sommer zu spüren war, verschärfte sich spürbar.
Für Brüning kam das Wahlergebnis einer Katastrophe gleich: Statt eines ausgeglichenen Haushalts immer neue Defizite auf Grund der sich verschärfenden Depression, statt einer stabilen „Hindenburgmehrheit“ zwischen SPD und Nationalsozialisten ein zur Bildung einer stabilen Mehrheit unfähiger Reichstag. Deutschland war jetzt politisch und wirtschaftlich in einer schweren Notlage, die paradoxerweise gerade durch die Notstandsmaßnahmen mit ausgelöst worden war, die sie doch eigentlich hätten beseitigen sollen.

#### Reichskanzler in Krisenzeiten
In langen Verhandlungen gelang es Brüning, mit dem Hinweis, die nächsten Neuwahlen würden noch verheerender für die Demokratie in Deutschland ausfallen, die Sozialdemokraten zu einer „Tolerierungskoalition“ zu bewegen. Brüning brachte in der Folgezeit kaum noch Gesetze in den immer seltener einberufenen Reichstag ein, sondern erließ stattdessen Notverordnungen (im Laufe seiner Amtszeit insgesamt 62). Kommunisten oder Nationalsozialisten stellten daraufhin immer einen Antrag auf deren Aufhebung, der aber jedes Mal mit den Stimmen der Regierungsparteien und der SPD abgelehnt wurde. Die SPD stimmte also nicht für Brünings Notverordnungen, sie verhinderte lediglich deren Aufhebung. Dies ermöglichte Brüning in stürmischer Zeit ein stabiles Regieren, auch wenn der Reichspräsident über diese erneute Abhängigkeit „seiner“ Regierung von den Sozialdemokraten wenig erfreut war.
Brüning betrieb in insgesamt vier großen Notverordnungen eine einschneidende Spar- und Deflationspolitik: Er erhob neue Steuern bei gleichzeitiger Senkung staatlicher Leistungen, und er wirkte auf eine Absenkung von Löhnen und Gehältern hin. Damit hoffte er, den deutschen Export zu erhöhen, doch weil Deutschlands Handelspartner eine ähnliche Politik betrieben und zudem ihre Zölle erhöhten, musste diese prozyklische Politik scheitern; sie verschärfte letztlich nur die Wirtschaftskrise in Deutschland.
Viele Historiker gehen davon aus, dass Brüning seine schädliche Wirtschaftspolitik auch deshalb betrieb, um die Reparationen zu beenden: Er habe damit den Alliierten beweisen wollen, dass Deutschland trotz der äußersten Anstrengungen nicht in der Lage sei, die Reparationen zu zahlen. Dass es diesen „Primat der Reparationspolitik“ wirklich gegeben hat, wird von anderen Historikern bezweifelt. Brüning und seine Mitarbeiter glaubten danach durchaus, mit ihrer Deflationspolitik die finanzielle Krise zu überwinden und eine erneute Inflation verhüten zu können.
Die Revision der Reparationsverpflichtungen war aber nicht das einzige außenpolitische Ziel seiner Regierung: Im Frühjahr 1931 veröffentlichte sie den Plan einer Zollunion mit Österreich. Er stieß auf heftigen Widerstand der Franzosen, die darin einen Versuch sahen, mittelfristig das „Anschluss“-Verbot des Versailler Vertrags zu umgehen. Hier zeigte sich nicht zum ersten Mal, welch große Lücke der Tod Gustav Stresemanns im Oktober 1929 in die deutsche Außenpolitik gerissen hatte. Um den Plan zu torpedieren, ermunterte die Regierung Laval die französischen Banken, Geld aus Deutschland und Österreich abzuziehen. Nun gerieten die deutschen Banken in Schwierigkeiten, die sich nach einem zweiten außenpolitischen Fehler Brünings noch potenzierten: Um der deutschen Öffentlichkeit das nächste unsoziale Sparpaket schmackhaft zu machen, veröffentlichte die Regierung im Juni 1931 einen Aufruf, in dem sie die Reparationen, rechtsradikalem Sprachgebrauch folgend, als „Tribute“ bezeichnete und andeutete, Deutschland werde nicht mehr lange zahlen können. Ein gleichzeitiger Höflichkeitsbesuch bei der britischen Regierung erweckte den Eindruck, ein reparationspolitischer Schritt stünde unmittelbar bevor. Da nach den Erfahrungen des Ruhrkampfs von 1923 ein reparationspolitischer Konflikt die Stabilität von Auslandsinvestitionen zu beeinträchtigen drohte, verstärkten sich die Kreditabzüge bis hin zur Panik. Parallel zu diesen außenpolitischen Bemühungen trat Anfang Juni eine neue Notverordnung in Kraft, welche die Renten für Invalide und Kriegsversehrte sowie die Beamtengehälter und die Arbeitslosenunterstützung weiter senkte. Die Notverordnung löste massive Proteste insbesondere von Seiten der KPD mit Demonstrationen und so genannten Hungermärschen aus.
Um einen völligen Zusammenbruch der deutschen Wirtschaft zu vermeiden und um das Vertrauen in die Fähigkeit Deutschlands wiederherzustellen, wenigstens seine privaten Auslandsschulden zu begleichen, schlug der amerikanische Präsident Herbert Hoover am 20. Juni 1931 ein Moratorium sowohl für die deutschen Reparationen als auch für die interalliierten Kriegsschulden vor, die vor allem Großbritannien und Frankreich mit Reparationsgeldern an die USA zurückzahlten.
Wochenlange Verhandlungen mit den Franzosen schlossen sich an, die den psychologischen Effekt des großzügigen Vorschlags verpuffen ließen.
Die ausländischen Kredite wurden weiter abgezogen, und am 13. Juli 1931 mussten alle deutschen Großbanken für mehrere Tage schließen. Dieser Schlag für die Wirtschaft hatte einen starken Anstieg der Arbeitslosigkeit zur Folge. Im Februar 1932 waren offiziell 6 Millionen Deutsche erwerbslos, real wahrscheinlich sogar 8 Millionen. 37 % der Erwerbsbevölkerung war ohne Beschäftigung, im Durchschnitt hatte jede Familie einen Arbeitslosen. Für die Reparationspolitik war die Katastrophe der deutschen Wirtschaft aber günstig, denn nun sahen die Briten ein, dass ohne eine erhebliche Senkung oder Streichung der Reparationen das Vertrauen in die deutsche Kreditfähigkeit nicht zurückkehren würde. Diese These setzte sich allerdings erst im Sommer 1932, nach Brünings Entlassung, auf der Konferenz von Lausanne durch, die die faktische Streichung der Reparationen gegen eine Restzahlung von drei Milliarden Goldmark brachte, die auch nie erfolgte. Unmittelbar vor dem Ende der Amtszeit der Regierung Brüning kaufte diese von Friedrich Flick ein Aktienpaket der Gelsenberg-AG im Nominalwert von 100 Mio. RM. Diese Transaktion ging als Gelsenberg-Affäre in die Geschichte ein.

#### Sturz

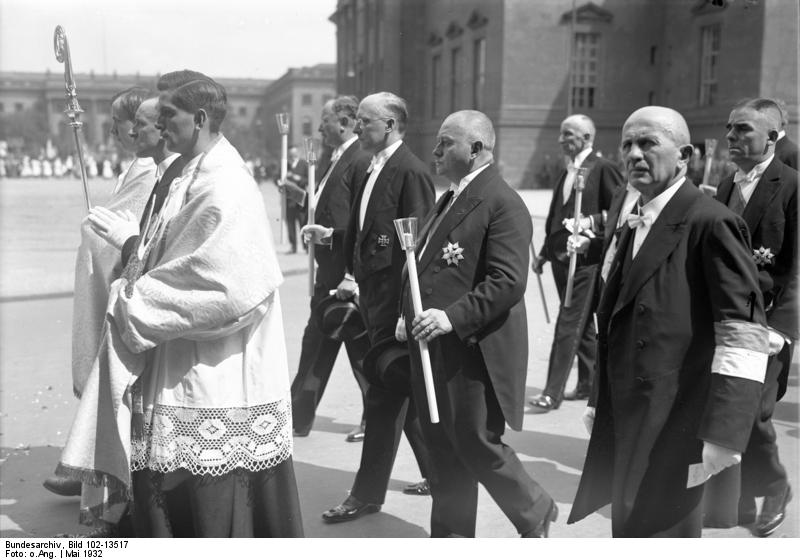
Brüning bei der Fronleichnamsprozession im Mai 1932 in Berlin

Nach und nach verlor Brüning die Unterstützung Hindenburgs, dem ein reines Rechtskabinett ohne jegliche Unterstützung der SPD vorschwebte. Vergebens warnte er den greisen Reichspräsidenten eindringlich, „nicht den schwersten politischen Fehler zu machen, den es zu machen irgendjemand im Augenblick in der Lage wäre … und nicht die Ruhe zu verlieren“; den Reichstag beschwor er am 11. Mai 1932, er stehe „hundert Meter vor dem Ziel“. Als der französische Botschafter André François-Poncet ihn darauf aufmerksam machte, dass das von ihm selbst wenige Wochen zuvor verkündete Ziel, die komplette und ersatzlose Streichung sämtlicher deutscher Reparationsverpflichtungen, sich in Lausanne gewiss nicht werde durchsetzen lassen, meinte Brüning nur lakonisch, „es komme bei der Beurteilung von der Entfernung vom Ziele auf die Gesamtstrecke an“. Die reparationspolitische Siegesgewissheit des Kanzlers, der seit Oktober 1931 auch das Außenministerium leitete, war eine innenpolitisch motivierte Taktik.
Hindenburg war seit dem Frühjahr 1932 zunehmend enttäuscht von Brüning, auf den er große Hoffnungen gesetzt hatte. Daran änderte auch die Tatsache nichts, dass der Kanzler dem 83-Jährigen in einem rastlos geführten Wahlkampf am 10. April 1932 zur Wiederwahl verholfen hatte. Dass Hindenburg diesen Erfolg ausgerechnet Katholiken und Sozialdemokraten, den alten bismarckschen „Reichsfeinden“, zu verdanken hatte, die den monarchistischen Feldmarschall für das kleinere Übel gegenüber seinem Gegenkandidaten Hitler hielten, nahm er Brüning persönlich übel. Hitler war von vielen alten Weggefährten Hindenburgs und sogar vom früheren Kronprinzen unterstützt worden.
Vertieft wurde die Kluft zwischen beiden durch das SA-Verbot, das Innen- und Wehrminister Wilhelm Groener am 13. April 1932 erlassen hatte. Hierdurch hatte sich Hindenburg in Konflikt zur Reichswehrführung unter seinem Freund Schleicher gebracht, der vorhatte, die SA als Rekrutierungspool für die militärische Aufrüstung zu benutzen. Man hoffte, dass die Siegermächte sie Deutschland auf der Genfer Abrüstungskonferenz zugestehen würden. Schleichers Intrigen führten am 13. Mai 1932 zu Groeners Rücktritt und schwächten auch Brüning.
Die Regierung Brüning arbeitete im Frühjahr 1932 an einer fünften großen Notverordnung, welche die Arbeitslosigkeit womöglich eher noch verschärft hätte. Deshalb wurden Pläne diskutiert, durch Ansiedlung einer gewissen Zahl von Arbeitslosen auf dem Lande eine Subsistenzwirtschaft zu ermöglichen und somit die Statistik zu bereinigen. Dahinter stand die Überzeugung, dass sich Deutschland auf lange Sicht nicht mehr von der Weltwirtschaftskrise erholen würde – statt auf Wirtschaftswachstum und die Schaffung neuer Arbeitsplätze setzte Brüning auf eine Rückkehr in die Agrargesellschaft.
Das Land für das Millionenheer der Neusiedler wollte man durch ein Ende der Osthilfe beschaffen. Hierbei handelte es sich um Subventionen für die überschuldeten landwirtschaftlichen Großgüter im Osten Deutschlands, die bislang von den Sparmaßnahmen der Regierung immer verschont geblieben waren. Nachdem die Subventionen für einige Höfe mittlerweile deren Wert um das Mehrfache überstiegen hatten und der Reichshaushalt erneut an der Grenze der Zahlungsunfähigkeit stand, sah man für Güter, die nicht entschuldungsfähig waren, ein Ende der Dauersubventionierung vor. In der unweigerlich folgenden Zwangsversteigerung sollten die Ländereien von einer staatlichen Auffanggesellschaft erworben und mit Arbeitslosen aufgesiedelt werden. Dies führte zu wütenden Protesten der ostdeutschen Agrarier und ihrer konservativen Freunde. In einer Entschließung der DNVP-Fraktion im Reichstag wurde der Plan als „vollendeter Bolschewismus“ bezeichnet. In diesem Klima teilte Hindenburg, der als Besitzer von Gut Neudeck selbst persönliches Interesse an der Osthilfe hatte, am 29. Mai 1932 mit, er werde keine seiner Notverordnungen mehr unterzeichnen. Brüning trat am 30. Mai 1932 zurück und erhielt in einer unwürdig kurzen Zeremonie seine Entlassungsurkunde. Nachfolgend ging dieser Konflikt mit dem Begriff Osthilfeskandal in die Geschichtsschreibung ein.
Da Brüning als Junggeselle keine eigene Wohnung hatte, zog er sich nach dem Auszug aus seinem Dienstsitz in der Wilhelmstraße in das katholische St. Hedwig-Krankenhaus zurück. Die von der dortigen Oberin bereitgestellten Zimmer beherbergten ihn, bis der Krankenhausleitung nach der Verabschiedung des Ermächtigungsgesetzes gedroht wurde, sie würde die volle Strenge der neuen Regierung zu spüren bekommen. Brüning ging daraufhin zuerst in den Untergrund mit täglich wechselnden Wohnungen und dann über die Niederlande ins Exil in die Vereinigten Staaten.

### „Machtergreifung“ durch die NSDAP
Brüning erkannte zunächst ebenso wenig wie die meisten seiner Zeitgenossen die Gefahr, die Deutschland durch den Nationalsozialismus erwuchs, er wollte die NSDAP zur politischen Verantwortung zwingen und dadurch zähmen. So hatte er zu dieser Zeit nichts gegen eine Koalition zwischen Zentrum und NSDAP. Doch Hitler wollte nur als Reichskanzler ein Präsidialkabinett führen. Als die Zentrumspartei aber nach Hitlers Ernennung zum Reichskanzler dessen nachträgliches Koalitionsangebot ablehnte, befürwortete Brüning die Entscheidung seiner Partei. Auch gegenüber dem Ermächtigungsgesetz war Brünings Haltung schwankend: Nach anfänglich klarer Ablehnung machte Hitler ihm und dem Parteivorsitzenden Ludwig Kaas beruhigende Versprechungen, wenn er auch vermied, sie in schriftlicher Form zu geben. Nachdem Kaas, der eine Annahme des Ermächtigungsgesetzes wollte, seine Position innerhalb der Fraktion gegen den Widerstand Brünings und Adam Stegerwalds durchgesetzt hatte, stimmte die gesamte Zentrumspartei wie auch Brüning am 23. März im Reichstag dem Gesetz zu. Nach den Angaben von Elfriede Kaiser-Nebgen und Theodor Heuss waren die Mitteilungen von Brüning über die nur teilweise schriftlich festgelegten Versprechungen Hitlers – z. B. zum Reichskonkordat mit Rom und zur Zusammenarbeit mit den christlichen Kirchen – der Grund dafür, dass auch die Deutsche Staatspartei geschlossen dem Ermächtigungsgesetz zustimmte. Am 5. Mai 1933 wurde er vorerst letzter Vorsitzender der Zentrumspartei. Am 5. Juli 1933 löste er seine Partei auf, um einem Verbot durch die Nationalsozialisten zuvorzukommen, nach eigenen Aussagen auf Druck einer jeweiligen Mehrheit in den Zentrumsfraktionen, darunter Fritz Grass und Karl Maria Hettlage.

### Exil, Rückkehr und Memoiren
Im Mai 1934 verließ Brüning Deutschland, um seiner drohenden Verhaftung zu entgehen, und ging in die Niederlande.  Die folgenden Jahre verbrachte er in ökonomisch schwierigen Verhältnissen. Zunächst lebte er in Großbritannien und in der Schweiz, wo er einen Großteil seiner Memoiren diktierte. Im Juli 1935 hielt er sich inkognito in Paris auf, wo es zu einem Treffen mit Annette Kolb und Harry Graf Kessler kam. Noch im selben Jahr übersiedelte er in die USA. Dort erhielt er 1937 an der Harvard University zunächst einen Lehrauftrag und 1939 eine ordentliche Professur für Verwaltungswissenschaft. 1951 kehrte er nach Deutschland zurück und erhielt eine Professur für Politische Wissenschaft an der Universität zu Köln. 1953 wurde er emeritiert. Unter anderem aus Unzufriedenheit mit der Politik Konrad Adenauers, auf den er in den 1920er Jahren nicht gut zu sprechen gewesen war, kehrte er 1955 in die USA zurück und überarbeitete seine Memoiren, die aber wegen ihrer Brisanz erst nach seinem Tod 1970 erschienen.
Wie schon in mehreren Privatgesprächen, die er nach seinem Sturz unter anderen mit dem britischen Botschafter Horace Rumbold, Harry Graf Kessler, Winston Churchill oder dem späteren Hindenburg-Biographen John Wheeler-Bennett führte, stilisierte er sich in seinen Memoiren als kühlen Strategen mit klarem, weitsichtigem Plan, wie Deutschland vor dem Nationalsozialismus hätte bewahrt werden können: Danach habe er zielgenau die Streichung der Reparationen, die militärische Gleichberechtigung und anschließend die Wiedereinführung der Monarchie angestrebt, die den Rechtstrend der Bevölkerung aufgefangen und von Hitler abgelenkt hätte. Nur habe leider General Schleicher diesen Plan nicht verstanden und mit seinen Intrigen alles verdorben. Diese Thesen stießen bei seinen ehemaligen Mitarbeitern wie Hans Schäffer oder Graf Schwerin-Krosigk auf Unverständnis – als Monarchisten hatte keiner von ihnen Brüning kennengelernt. Tatsächlich wird Brünings angebliche langfristige Strategie in der neueren Forschung als nachträgliche Selbstrechtfertigung eines gescheiterten Politikers angesehen, der die Ursache für seinen Misserfolg nicht im eigenen Versagen oder in den widrigen Umständen erkennen wollte, sondern in den Intrigen eines persönlichen Gegners. Laut dem Historiker Andreas Rödder ist Brüning in seinen Memoiren oft seinen „inneren Wahrnehmungen“ gefolgt, äußere Tatbestände hat er „erfunden“. Was seine langfristigen Pläne angeht, die Brüning gehabt zu haben behauptet, so seien die Memoiren unglaubwürdig.

### Tod
Brüning starb im Alter von 84 Jahren in Norwich in den Vereinigten Staaten. Er wurde am 8. April 1970 auf dem Zentralfriedhof in Münster beigesetzt.

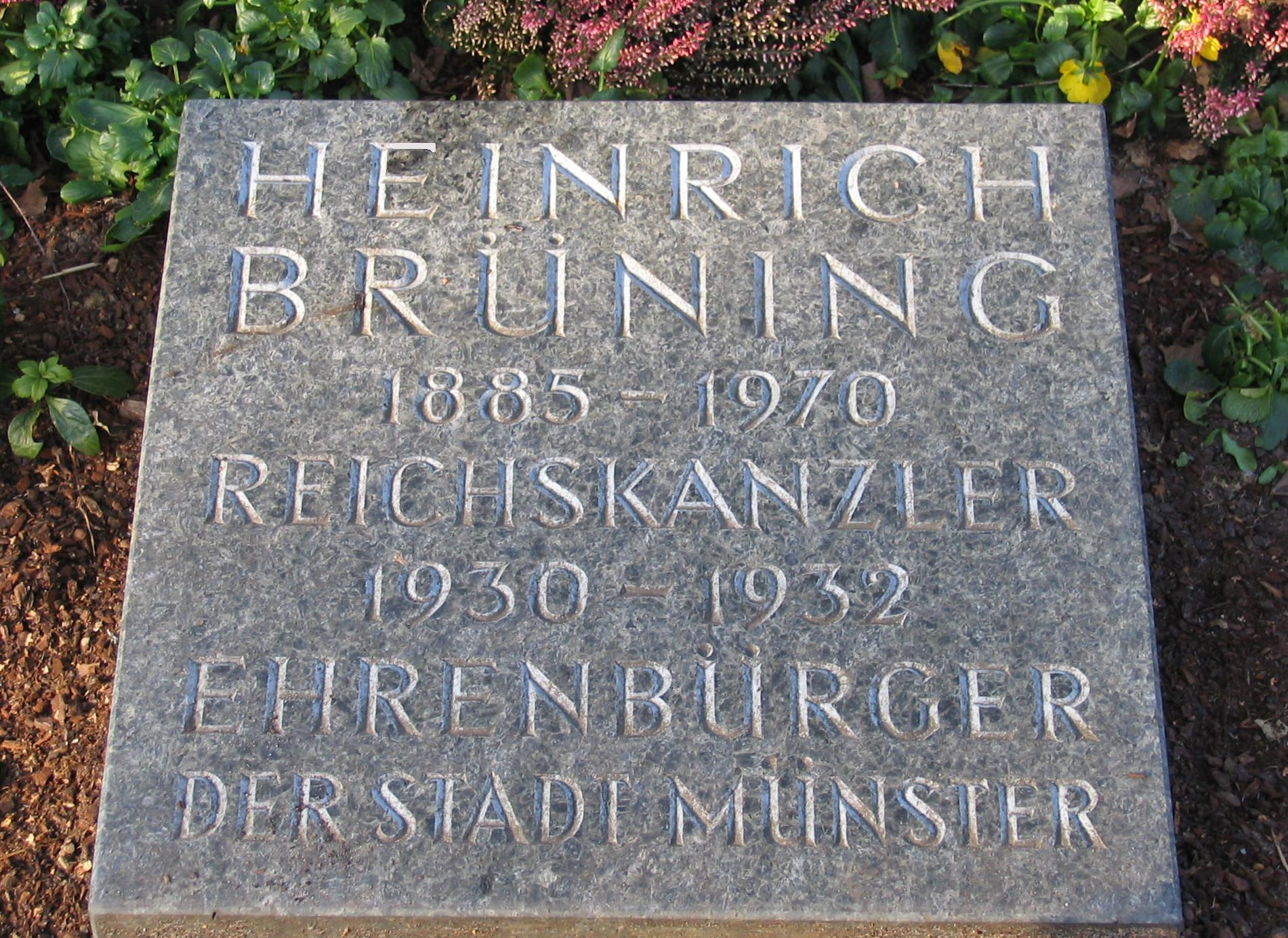
Brünings Grab auf dem Zentralfriedhof Münster

## Ehrungen
In seiner Heimatstadt Münster, deren Ehrenbürger Brüning ist, wurde eine Straße – unweit des Rathauses – nach ihm benannt. In einigen wenigen westdeutschen Städten (so beispielsweise in Bonn) erinnern Straßen und Plätze an ihn.
Brüning war neben seiner Mitgliedschaft im CV (Badenia s. o. und KDStV Winfridia (Breslau) Münster sowie seit 1930 KDStV Rappoltstein (Straßburg) Köln) auch Ehrenmitglied der Katholischen Studentenverbindungen KStV Burgundia Berlin (jetzt KStV Askania-Burgundia Berlin) und KStV Arminia Bonn im KV.
1938 wurde Brüning in die American Academy of Arts and Sciences gewählt.

## Bewertung und Nachwirkung
Brünings Wirken ist umstritten. Auf der einen Seite gilt er als der „Hungerkanzler“, der mit seiner die Not verschärfenden und kontraproduktiven Spar- und Deflationspolitik die Weltwirtschaftskrise verstärkte und mit seinem Notverordnungsregime die Demokratie aushöhlte.
Auf der anderen Seite ist ihm aber die faktische Streichung der deutschen Reparationsverpflichtungen zu verdanken, wenn auch auf andere Art als von ihm geplant. Davon profitierten jedoch nur seine Nachfolger Papen und vor allem Hitler.
Der Berliner Historiker Henning Köhler verweist auf einen anderen Punkt: Seit Herbst 1930 wurde Brünings Regierung von der SPD toleriert, die – um Neuwahlen mit noch größeren Erfolgen der NSDAP zu verhindern – im Reichstag stets gegen die Aufhebung seiner Notverordnungen stimmte. Mit diesem Vorgehen des Reichskanzlers Brüning war ein zwar nur halbdemokratisches, aber immerhin stabiles – und verfassungskonformes – System gefunden, mit dem man die Weltwirtschaftskrise hätte überstehen können – die nächsten Reichstagswahlen hätten erst 1934, also im beginnenden Wirtschaftsaufschwung, stattgefunden, und Hitler wäre womöglich niemals Reichskanzler geworden. Der von Brüning in seinen Memoiren beschriebene überstürzte Bruch mit Hindenburg ließ diesen Weg scheitern.
Historiker streiten, ob er das „letzte Bollwerk“ der sterbenden Republik, oder doch deren Totengräber gewesen sei – oder ob beide Bewertungen auf ihn zutreffen. Denn durch seine zunehmenden autoritären Maßnahmen, die Republik zu beschützen, untergrub er gleichzeitig ihre Fundamente.
Die brüningsche Politik der Reaktion auf konjunkturbedingt zurückgehende Staatseinnahmen mit Staatsausgabenkürzung wird in Deutschland immer wieder als zu vermeidender Irrweg dargestellt – insbesondere in Abgrenzung zu einer keynesianisch inspirierten, das heißt in einer Wirtschaftskrise auf kreditfinanzierte Staatsausgaben setzenden, Wirtschaftspolitik (→ deficit spending): So verglich Oskar Lafontaine 2002 die Politik der Regierung Schröder mit der Brünings, der Wirtschaftswissenschaftler Hans-Heinrich Bass bezeichnete 2011 die Wirtschaftspolitik Bremens als „lokal-brüningsch“, 2012 verglich eine Spiegel-Online-Kolumne von Wolfgang Münchau die Sparpolitik Angela Merkels in der Eurokrise mit der brüningschen Sparpolitik.

## Überlieferung
Brünings Hauptnachlass, die sogenannten „Brüning papers“ wurden nach seinem Tod gemäß einer testamentarischen Bestimmung, die er 1955 getroffen hatte, seiner langjährigen Assistentin und Erbin Claire Nix überantwortet. In den 70er Jahren veröffentlichte sie eine Reihe von Dokumenten aus diesen in zwei Quelleneditionen, verwahrte die veröffentlichten und unveröffentlichten Unterlagen aber weiterhin unter Verschluss in ihrem Haus in Hartland, Vermont. Im Sommer 1990 übergab Nix die Brüning'schen Hinterlassenschaften – 15 Kartons mit elf Regalmetern Material – den Harvard University Archives. Frank Müller von der Universität Hamburg übernahm die Auswertung und Inventarisierung der Bestände, die seit dem Abschluss der Arbeiten in der Pusey Library der Harvard-Universität in Cambridge aufbewahrt werden. Die „Brüning Papers“ wurden der Forschungsöffentlichkeit 1993 zugänglich gemacht, ein Schritt, der den „Beginn einer neuen Phase in der Brüning-Forschung“ markierte und von Fachleuten und der Presse, die sich sensationelle Enthüllungen über die Ereignisse hinter den Kulissen der Schaltstellen der Macht während der Jahre 1930 bis 1933 erhofften, mit Spannung erwartet worden war. Müller veröffentlichte parallel zur Öffnung des Nachlasses einen mehr als zweihundertseitigen Forschungsbericht, in dem er die bis dahin größtenteils unbekannten Unterlagen erstmals der Fachwelt vorstellte.
Der Harvarder Brüning-Nachlass beinhaltet u. a. umfangreiche persönliche, berufliche und politische Korrespondenzen, vor allem aus den Jahren nach seiner Emigration, Unterlagen aus Brünings Studienzeit, Feldpostbriefe aus dem Ersten Weltkrieg, Manuskripte zu Veröffentlichungen, Vorträgen und Vorlesungen von ihm, Tageszettel und Taschenkalender aus seiner Kanzlerzeit sowie verschiedene Fassungen seiner Memoiren. Kleinere Teilnachlässe von Brüning liegen im Stadtarchiv Münster und im Bundesarchiv Koblenz.

## Schriften (Auswahl)
- Zwei Jahre am Steuer des Reichs. Reden aus Brünings Kanzlerzeit, Kölner Görreshaus, Köln 1932.
- „Ein Brief“, in: Deutsche Rundschau 70. Jg. (1947) Heft 7, S. 1–22. (dieser ausführliche Brief an den Publizisten Rudolf Pechel war die „erste und einzige öffentliche Stellungnahme“ Brünings zu seiner Kanzlerschaft nach dem Zweiten Weltkrieg und erfolgte im Zusammenhang mit dem Wilhelmstraßenprozess[39]; der Brief findet sich nachgedruckt bei Wilhelm Vernekohl/Rudolf Morsey, 1968, siehe unten)
- Heinrich Brüning. Ein deutscher Staatsmann im Urteil der Zeit. Reden und Aufsätze, herausgegeben von Wilhelm Vernekohl, Regensberg, Münster 1961.
- Heinrich Brüning. Reden und Aufsätze eines deutschen Staatsmanns, herausgegeben von Wilhelm Vernekohl und Rudolf Morsey, Münster 1968.
- Memoiren. 1918–1934, DVA, Stuttgart 1970.
- Briefe und Gespräche, 1934–1945, herausgegeben von Claire Nix, DVA, Stuttgart 1970.
- Briefe, 1946–1960, herausgegeben von Claire Nix, DVA, Stuttgart 1974.